# کارزار علیه قانون تجاوز-ازدواج لبنان ماده ۵۲۲
کارزار علیه قانون تجاوز-ازدواج لبنان ماده ۵۲۲، رسماً به عنوان «لباس سفید تجاوز را نمی‌پوشاند»، توسط سازمان غیردولتی لبنان منا آباد در دسامبر ۲۰۱۶ راه اندازی شد. هدف آن لغو ماده ۵۲۲ قانون مجازات لبنان بود که به مرد اجازه می‌دهد در صورت انعقاد قرارداد ازدواج معتبر با قربانی، از مجازات تجاوز به عنف دور بماند. این کمپین شامل تظاهرات خیابانی، هشتگ #Undress522 در شبکه‌های اجتماعی و ویدئویی از زن تجاوز شده پوشیده از کبودی و تبدیل شده به عروس بود.
یک ماه قبل از راه‌اندازی کمپین، سازمان غیردولتی طرحی را در سطح کشور برای افزایش آگاهی در مورد این ماده اجرا کرد که تنها ۱٪ از جمعیت لبنان از آن مطلع بودند.
این اولین بار نیست که لبنان قانونی را که مخالف حقوق بشر است لغو می‌کند. ماده ۵۶۲ قانون جزا، -قتل ناموسی هر زمان که مردی همسر، خواهر یا اولاد خود را در موقعیت آمیزش جنسی غیرقانونی می‌یافت، قانونی می‌کرد- در سال ۱۹۹۹ اصلاح شد. همچنین در اول آوریل ۲۰۱۴، مجلس قانونی را با هدف حمایت از زنان در برابر خشونت خانگی تصویب کرد. آمار دقیقی در مورد تجاوز جنسی به زنان وجود ندارد زیرا بیشتر زنان به دلیل حساسیت موضوع گزارش نمی‌دهند.
در چند هفته اول کمپین، شخصیت‌های با نفوذ حمایت خود را از جنبش، علیه ماده ۵۲۲ اعلام کردند. به عنوان مثال، نخست‌وزیر سعد حریری این حمایت را در حساب توییتر خود انجام داد. علیرغم این واقعیت که لبنان کنوانسیون ۱۹۷۹ سازمان ملل متحد کنوانسیون رفع هرگونه تبعیض علیه زنان و سایر معاهدات بین‌المللی مانند پروتکل پیشگیری، سرکوب و مجازات قاچاق انسان، به ویژه زنان و کودکان را که مکمل آن است، تصویب کرد، این کشور آنچه را که به عنوان «قتل ناموسی» توصیف شده‌است، هنوز حفظ می‌کرد.
در سال ۲۰۱۷، لبنان ماده ۵۲۲ را لغو و مواد ۵۰۵ و ۵۱۸ را مورد بررسی مجدد قرار داد

## ماده ۵۲۲ قانون جزایی لبنان
در طول امپراتوری عثمانی، لبنان منطقه ای مشمول قوانین عثمانی بود که از قانون مجازات فرانسه در سال ۱۸۱۰ الهام گرفته شده بود. پس از جنگ جهانی اول و سقوط امپراتوری عثمانی، قیمومیت فرانسه برای سوریه و لبنان در این کشور ایجاد شد. در این دوره، قوانین عثمانی تا زمان ایجاد قانون جزای لبنان در سال ۱۹۴۳، که از قانون مجازات فرانسه در سال ۱۸۱۰ استخراج شده بود، ادامه یافت
ماده ۵۲۲ قانون مجازات لبنان به مردانی که به اتهام تجاوز جنسی، آدم‌ربایی یا تجاوز قانونی علیه یک زن محکوم شده بودند، این اجازه را می‌دهد که از مجازات حداقل پنج سال کار شاقه خودداری کنند، در صورتی که عقد ازدواج معتبر فراهم شود. . ماده ۵۲۲ در فوریه ۱۹۴۸ رسماً در قانون مجازات لبنان پذیرفته شد. در شکل اولیه آن آمده بود: «در صورتی که بین مرتکب هر یک از جرایم مذکور در این بند و بزه دیده نکاح معتبر منعقد شود، تعقیب موقوف می‌شود. اگر حکم قبلاً صادر شده باشد، اجرای مجازات متوقف می‌شود.»
در دسامبر ۲۰۱۶، کمیته اداری و عدالت پارلمانی لبنان اعلام کرد توافقی برای لغو ماده ۵۲۲ از قانون جزایی لبنان انجام شده‌است. برای لغو این قانون، مجلس باید تصمیم کمیته را تأیید کند.
مجلس در ۲۵ مرداد ۱۳۹۶ ماده ۵۲۲ را لغو کرد

## فعالیت
«لباس سفید تجاوز را نمی‌پوشاند» نه تنها با هدف لغو ماده ۵۲۲، بلکه از حقوق قربانیانی که از ازدواج با متجاوز خود سرباز می‌زنند نیز دفاع می‌کند. این کمپین همچنین قصد داشت انگ و شرمساری در مورد تجاوز را از بین ببرد. این کمپین با افزایش آگاهی در مورد تمایز بین تجاوز جنسی به عنوان یک جرم و آنچه که جامعه به عنوان افتخار می‌بیند، به دنبال همکاری بود. همچنین تأکید کرد که ازدواج اجباری تجاوز جنسی علیه زنان را مشروعیت می‌بخشد.
در ۱۳ نوامبر ۲۰۱۶، منا آباد همزمان با چهاردهمین دوره ماراتن بیروت یک فلش موبی ترتیب داد. ده‌ها دختر و زن با پوشیدن تی‌شرت‌های سفید که به عربی و/یا انگلیسی نوشته شده بود «لغو شماره ۵۲۲» راهپیمایی کردند. شرکت کنندگان سر خود را با جعبه‌های سفید پوشانده بودند و بادکنک‌های صورتی با شعار «الإغتصاب جریمة» (تجاوز به عنف جرم است) در دست داشتند. فعالان در حالی که در حال نواختن طبل و بنری به زبان عربی با همین شعار روی تی شرت‌ها و بادکنک‌هایشان بود توسط شرکت کنندگان هدایت شدند.
منا آباد در سال ۲۰۱۱ در بیروت، لبنان تأسیس شد. آنها بر روی برابری جنسیتی به عنوان یک توسعه اقتصادی و اجتماعی پایدار در منطقه مناکار می‌کنند. منا آباد به دنبال ارتقای مشارکت زنان از طریق توسعه سیاست است. شبکه ای از فعالان، مددکاران اجتماعی و وکلا دارد که روی مسائلی کار می‌کنند که گروه‌های به حاشیه رانده شده در جامعه لبنان با آن مواجه می‌شوند
در ۳۰ نوامبر ۲۰۱۶، زنی با لباس عروس با بانداژهای آغشته به خون کبودی در مقابل مجلس نمایندگان لبنان در مرکز شهر بیروت، جایی که کمیته اداری و قضایی در حال بررسی پیش نویس قانون لغو ماده ۵۲۲ بود، ایستاد. در ۶ دسامبر ۲۰۱۶، خاورمیانه و شمال شرق آباد، تظاهرات عمومی مشابهی را ترتیب داد که در آن حدود ۱۲ زن با لباس‌های سفید و بانداژ دور چشم، دست و زانوهای آغشته به خون ساختگی در مقابل مجلس تجمع کردند. این فعالان بنرهایی در دست داشتند که روی آن نوشته شده بود «الأبیض ما بیغطّی الإغتصاب / لباس سفید تجاوز را نمی‌پوشاند».
یک هفته قبل از تظاهرات خیابانی در ۶ دسامبر، منا آباد ویدئویی به کارگردانی دانیال رزکلاه منتشر کرد و به گفته کارگردان، این ویدئو با یک تجاوز جنسی شروع شده و با تجاوز دیگری به پایان می‌رسد. این ویدئو زنی برهنه را روی زمین نشان می‌دهد که توسط دست‌های مختلف کشیده می‌شود و کبودی‌های او را با باندهای سفید می‌پوشاند تا در نهایت لباس عروس به تن کند. در پایان پیامی به زبان عربی به نمایش درآمده است که در آن نوشته شده‌است: «ماده ۵۲۲ قانون مجازات لبنان متجاوز را در صورت ازدواج با قربانی خود از تعقیب آن معاف می‌کند». در نهایت مدل جیغ می‌کشد و دو پیام دیگر به زبان عربی ظاهر می‌شود، اولی «لبیاس سفید تجاوز را نمی‌پوشاند» و دومی «#برهنه۵۲۲» است.
این کمپین همچنین هشتگ #Undress522 را در رسانه‌های اجتماعی فعال کرد. از همین هشتگ برای راه اندازی صفحه اینترنتی دادخواست علیه ماده ۵۲۲ استفاده شده‌است.
در مارس ۲۰۱۷، مجسمه‌ساز میری هونین ۳۱ لباس عروسی را در کورنیش بیروت آویزان کرد برای محکوم کردن اینکه هر روز به زنان تجاوز شده و مجبور به ازدواج می‌شوند. لباس‌ها از کاغذ ساخته شده و از طناب‌هایی بین چهار درخت خرما آویزان شده بود.

## پوشش رسانه ای
اگرچه ایلی کیروز، نماینده نیروهای لبنانی در ژوئیه ۲۰۱۶ پیشنهاد لغو قانون ۵۲۲ را داده بود، رسانه‌ها به‌طور خاص توجه خود را بر کمپین پس از تظاهرات عمومی منطقه خاورمیانه و شمال آفریقا متمرکز کردند. اولین حضور علنی این سازمان غیردولتی در ۱۳ نوامبر و همچنین اعتراض یکی از فعالان در مقابل مجلس در زمانی که نمایندگان مجلس در حال بررسی پیش نویس قانون بودند، تقریباً مورد توجه قرار نگرفت. توجه بیشتر رسانه‌های ملی و بین‌المللی زمانی به‌وجود آمد که منا آباد تظاهرات حدود ۱۲ زن را در مقابل مجلس در ماه دسامبر سازمان‌دهی کرد، زمانی که ویدئویی به کارگردانی دانیال ریزکلا منتشر شد. علاوه بر این، رسانه‌های محلی مانند دیلی استار (لبنان) جنبه‌های مرتبط دیگری از کمپین را گزارش کردند، مانند اظهارات رابرت غانم، رئیس کمیته اداری و قضایی پارلمان قبل از بررسی قانون توسط پارلمان، اظهارات یک وکیل زمانی که کمیته بررسی ماده را تضمین کرد، و بررسی مجدد موارد موسوم به «تجاوز به ناموس» را از مواد ۵۰۳ تا ۵۲۲ در فوریه ۲۰۱۷، در خاورمیانه و شمال آفریقا کار می‌کرد علاوه بر این، یک روزنامه فرانسوی زبان مدت کوتاهی پس از انتشار این ویدئو در شبکه‌های اجتماعی با دانیله ریزکلا مصاحبه ای انجام داد. این روزنامه همچنین از اظهارات نمایندگان در خصوص بررسی این ماده و مشارکت آنها در اعتراضات راه اندازی شده توسط سازمان مردم نهاد، خبر داده‌است. این روزنامه از اصلاح مواد ۵۰۳ تا ۵۲۱ در امتداد دو معافیتی که ماده ۵۲۲ همچنان بر آنها اعمال می‌شود، خبر داد.
رسانه‌های بین‌المللی مانند سی‌ان‌ان، و بی‌بی‌سی به‌طور گسترده توجه را به اعتراض خیابانی انجام شده در ۶ دسامبر و محتوای ماده ۵۲۲ جلب کردند رسانه‌های دیگری نیز ضمن بررسی مجدد این قانون، از اعلامیه‌های داخل مجلس خبر دادند، مانند روزنامه ایندیپندنت که در مورد حامیان اصل ۵۲۲ نماینده مجلس منتشر شد و استدلال می‌کرد که این ماده به خانواده‌ها اجازه می‌دهد آسیب‌های وارد شده به ناموس خود را جبران کنند. در ۶ سپتامبر ۲۰۱۶ العربیه اعلام کرد که در جریان گردهمایی زنان دموکراتیک لبنان لغو ماده ۵۲۲ و عدم امکان انتقال حقوق شهروندی زنان لبنانی به فرزندانشان مورد توجه است. الی مارونی، نماینده کتائب، اعلام کرد: «در برخی موارد، باید بپرسیم که آیا زنان نقش فعالی در سوق دادن مردان به تجاوز به آنها دارند یا خیر؟» در این جلسه، یک روزنامه‌نگار و یکی از بنیانگذاران گروه حقوق زنان، مرونی را به توهین به تمام زنان حاضر در اتاق متهم کرد. در ۷ سپتامبر ۲۰۱۶، سامی جمیل، رهبر کتائب، اظهار نظر مارونی را محکوم کرد و روز بعد جمیل در توییتی نوشت که متجاوز تنها کسی است که مسئول عمل تجاوز جنسی است.

## لغو ماده ۵۲۲ و اصلاح سایر موارد
در ۱۵ فوریه ۲۰۱۷، کمیته اداری و قضایی پارلمان لبنان لغو ماده ۵۲۲ را اعلام کرد با این حال، این ماده در دو وضعیت حفظ می‌شود. در ماده ۵۰۵ هرگاه تجاوز جنسی با دختری بین ۱۵ تا ۱۸ سال انجام شود، با توجه به اینکه دختر قبلاً رضایت داده باشد. و در ماده ۵۱۸ در صورت برقراری رابطه جنسی با دختر ۱۵ تا ۱۸ ساله با توجه به اینکه قبلاً قول ازدواج داده شده باشد. در هر دو صورت ازدواج صحیح با رضایت صغیر و پدر و مادر مانع از زندانی شدن مرد می‌شود. همچنین پس از ازدواج، مددکار اجتماعی باید هر شش ماه یکبار گزارشی از وضعیت روانی زن در سه سال اول ارائه کند. علاوه بر این، مجلس در همان روز اعلام کرد که اصلاحاتی از مواد ۵۰۳ تا 521 به منظور تشدید مجازات در صورت اعمال جنسی دختر زیر ۱۵ سال اجرا می‌شود.
ماده ۵۱۶ ملغی شده و احکام آن مشمول مواد ۵۱۴ و ۵۱۵ است در ماده ۵۱۴ قانون اساسی آمده‌است: «کسی که زن صغیر یا بالغ زن را به قصد ازدواج با او ربوده باشد مرتکب جرم می‌شود و تا سه سال به حبس محکوم می‌شود». در ماده ۵۱۵ قانون اساسی آمده‌است: کسی که مرد یا زنی را به قصد فسق ربوده، حداقل به مدت هفت سال به اعمال شاقه محکوم می‌شود. ماده ۵۱۶ اجازه می‌داد که مرتکب اعمالی که در مواد ۵۱۴ و ۵۱۵ آمده‌است، در صورتی که اعمال بدون فریب و خشونت علیه فردی زیر ۱۵ سال انجام شده باشد، محکوم نشود پس از لغو ماده ۵۱۶، در مواد ۵۱۴ و ۵۱۵ آمده‌است که مرتکب این اعمال حتی اگر بدون فریب و خشونت نسبت به فرد زیر ۱۵ سال انجام شده باشد قابل مجازات است.

## فرهنگ تجاوز جنسی در لبنان
در طول سال ۲۰۱۶، چندین سازمان غیردولتی رویدادهای مختلف و کمپین‌های فعالی را برای افزایش آگاهی نسبت به آنچه که آنها معتقدند " فرهنگ تجاوز جنسی " است برگزار کردند. این کنشگری نتیجه اپیزودهایی از تجاوز جنسی بود که در آن هیچ عواقبی یا محکومیتی علیه عاملان وجود نداشته‌است. به گفته نای الراهی، «این (تجاوز به عنف) عادی شده‌است و مردم لزوماً کاری در مورد آن انجام نمی‌دهند. مگر اینکه چیزی به اندازه این مورد (بالا) آشکار باشد». مفهوم «فرهنگ تجاوز» هم به جنسی‌سازی زنان، تجاوز جنسی به زنان و مردان، خشونت خانگی و عادی‌سازی عینیت‌سازی جنسیت دیگر مرتبط است. آگاهی و خشم نسبت به «فرهنگ تجاوز» لبنانی پس از آن افزایش یافت که الی مارونی، نماینده مجلس لبنان در رابطه با لغو این ماده گفت : «در برخی موارد باید بپرسیم که آیا زنان نقش فعالی در سوق دادن مردان به تجاوز به آنها ایفا می‌کنند». 522.
چندین سازمان حقوق بشر مانند دیده‌بان حقوق بشر و کمیسیون عالی حقوق بشر سازمان ملل متحد به شدت از قوانینی مانند ماده ۵۲۲ در سایر نقاط جهان انتقاد کرده‌اند. این سازمان‌ها در جهت لغو این نوع قوانین تلاش کرده‌اند و در موارد متعددی موفق بوده‌اند.

## قانون ازدواج تجاوز جنسی
قانون «ازدواج تجاوز جنسی»، همان‌طور که عموماً نامیده می‌شود، ریشه در قانون روم در مورد رپتوس و بیشتر در حقوق قرون وسطی دارد. اگرچه قوانین می‌تواند به طرق مختلف شکل بگیرد، اما همه آنها در این ویژگی مشترک هستند که در صورت عقد ازدواج می‌توان آزار و اذیت را متوقف کرد. قوانینی از این قبیل هنوز در چندین کشور مختلف مانند الجزایر، بحرین، عراق، کویت، لیبی، فیلیپین، سوریه و تاجیکستان اجرا می‌شود.
در عراق، ماده ۳۹۸ قانون مجازات شماره ۱۱۱ سال ۱۹۶۹ به مرتکب تجاوز جنسی اجازه می‌دهد که با ازدواج با زن حداقل به مدت ۳ سال از مجازات خودداری کند. تنها در صورتی که شوهر تصمیم به طلاق زن خود در مدت کمتر از ۳ سال داشته باشد، رسیدگی مجدد به تجاوز جنسی آغاز می‌شود. در این مورد، مدعی العموم، شوهر سابق، زن مطلقه یا هر شخص علاقه‌مند به دادرسی، واجد شرایط درخواست رسیدگی به وقایع است.
در کویت، ماده ۱۸۲ می‌گوید که در صورت تجاوز جنسی، در صورتی که ضارب با اجازه قیم با زن ازدواج کند، آزار و شکنجه لغو می‌شود. در افغانستان، ماده ۲۶ در سال ۲۰۱۴ تصویب شد، که منع بستگان یک فرد متهم را از شهادت علیه آنها منع می‌کرد. اگرچه این به‌طور خاص بر تجاوز جنسی یا ازدواج تأثیر نمی‌گذارد، مواردی وجود داشته‌است که بر نتیجه آن تأثیر گذار بوده‌است.